# 去中心化计算
去中心化计算（英語：Decentralized computing）是把硬件和软件资源分配到每个工作站或办公室的计算模式。相比之下，集中式计算则是将大部分计算功能从远程进行集中计算。去中心化计算是一种现代化的计算模式。与之相反的集中计算，则普遍存在于早期的计算环境当中。 
一个去中心化的计算机系与传统的集中式网络相比有很多优点。台式计算机发展迅猛，它们的潜在的性能远远超过要求的大多数业务应用程序的性能要求。结果，大多数桌面计算机存在着剩余的闲置计算能力。 一个去中心化的计算系统，可以发挥这些潜力，最大限度地提高效率。然而，它是否增加了整体网络的有效性依然值得商榷。

## 点对点
基于 "网格模型 "的点对点系统，或称P2P系统，是在一些计算机上运行的应用程序的集合，它们相互远程连接，以完成一项功能或任务。不存在从属的卫星系统和主操作系统。这种软件开发（和分发）的方法为开发者节省了巨大的成本，因为他们不必创建一个中央服务器。一个例子是局域网消息传送，它允许用户在没有中央服务器的情况下进行通信。
若在一个对等网络中，没有实体控制大量的网络节点，运行的开源软件也不被任何实体控制，就是去中心化的网络协议。这些网络不容易被传统的法院管辖手段所关闭，因为这些协议在运作时没有中央或总部管辖。网络根据原则和代码运行。在2010年代，出现了许多这样的去中心化网络协议。到2021年初，使用最多的去中心化协议包括比特币、以太坊和币安区块链，以及 Uniswap、SushiSwap 和 Compound 去中心化金融（DeFi）协议。

## 文件分享应用
关于去中心化计算最引人注目的争论之一是 Napster，一个音乐文件共享应用程序，它允许用户访问一个巨大的文件数据库。唱片公司对 Napster 提起法律诉讼，指责该系统造成其唱片销售的损失。Napster 公司被发现其违反了版权法，传播未经许可的软件，因此被关闭。
在 Napster 公司倒闭后，人们要求建立一个不易受诉讼影响的文件共享系统。于是 Gnutella，一个去中心化的系统，被开发出来。这个系统允许用户之间查询和共享文件，而不依赖中央目录，这种分散性使网络免受与个别用户行为有关的诉讼。